# Piet Kramer

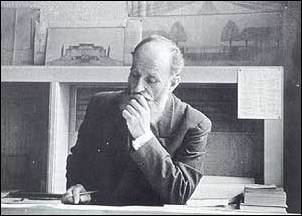
Piet Kramer

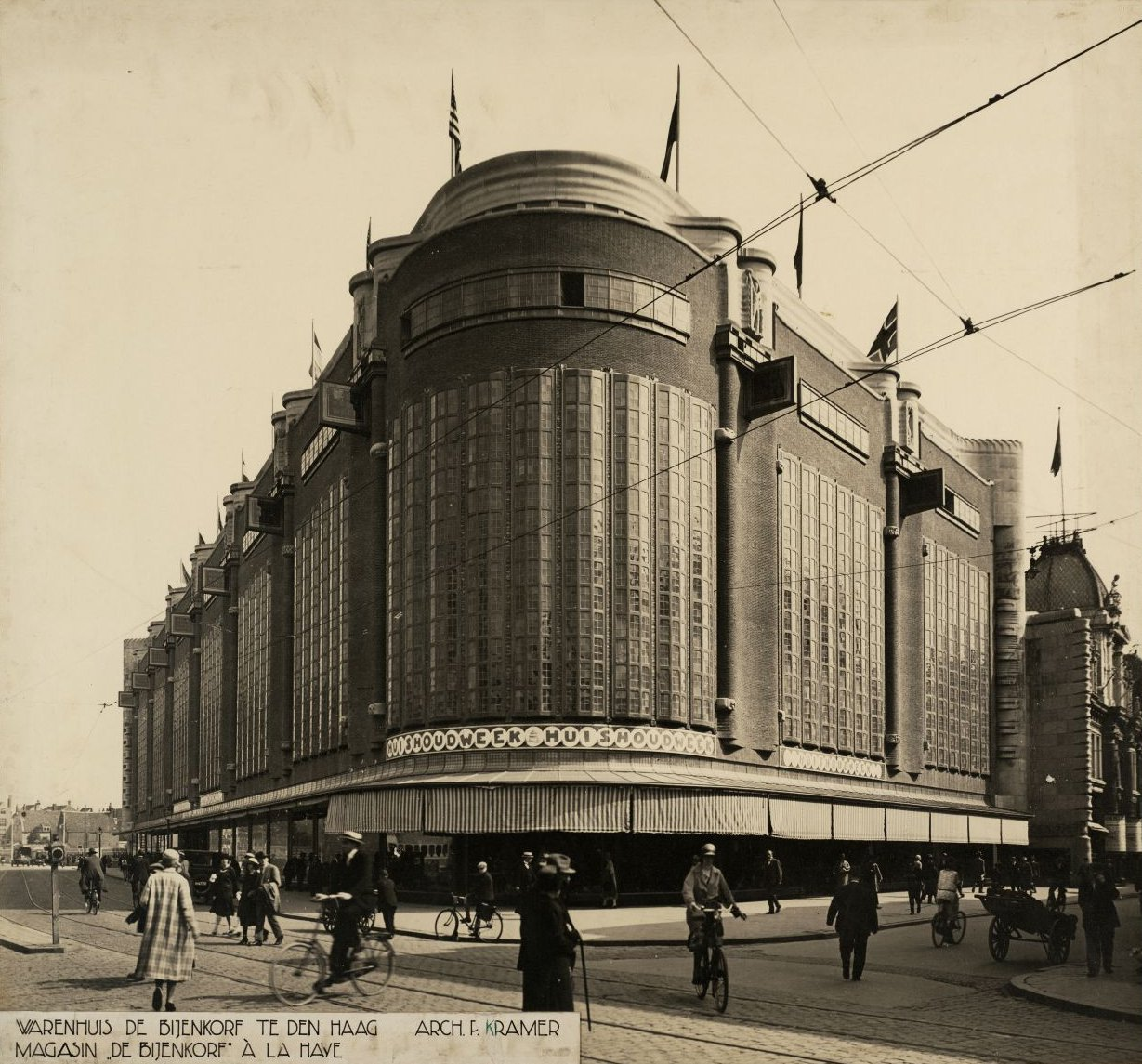
Warenhaus De Bijenkorf, 1926

Pieter Lodewijk (Piet) Kramer (* 1. Juli 1881 in Amsterdam; † 4. Februar 1961 in Santpoort) war ein niederländischer Architekt und Designer. Er gilt als ein Hauptvertreter der expressionistischen Amsterdamer Schule.

## Leben und Werk
Kramer war als Architekt Autodidakt. Er erhielt eine erste Ausbildung an der Amsterdamer Industrieschool als Bauzeichner und arbeitete dann als Schiffszimmermann auf einer Bootswerft.
1902 erhielt er eine Stelle im Architekturbüro von Eduard Cuypers, wo er bis 1911 tätig war.
Cuypers’ Büro gilt als Keimzelle der Amsterdamer Schule. Außer Kramer waren dort auch Michel de Klerk und Johan van der Mey tätig.
Von 1917 bis 1952 arbeitete er als Architekt in der öffentlichen Bauverwaltung. 1923 übernahm er das Amt des Ästhetischen Beraters, das 1905 im Rahmen der von der Stadt Amsterdam erlassenen Bauordnung geschaffen worden war und das erstmals von Johan van der Mey geführt wurde. Er war dort u. a. für den Brückenbau der Stadt verantwortlich. Das Amt bekleidete er bis Ende seines Berufslebens 1952.

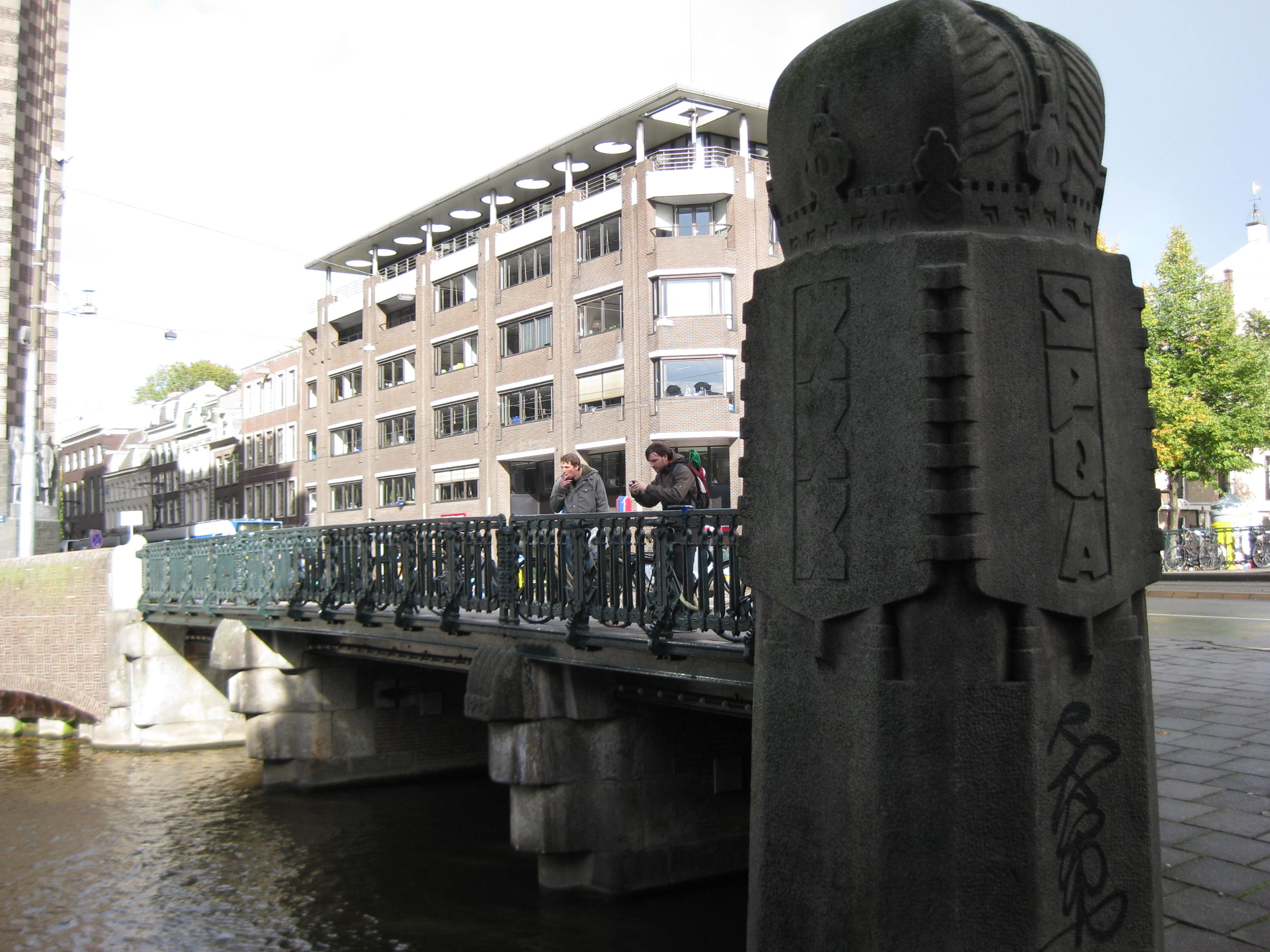
Brücke 41 über die Keizersgracht; Architekt Piet Kramer, Bildhauer Hildo Krop

In dieser Zeit entstanden neben Wohn- und Kaufhäusern viele Brücken über die Grachten und Kanäle Amsterdams, die bis heute das Bild der Stadt prägen. Seine Verwendung von Natursteinen, Backsteinen und Schmiedeeisen als Baustoffe im Brückenbau beeinflusste den Brückenbau seiner Zeit. Viele seiner Brücken waren opulent mit Ornamenten, kunstvollen Geländern, Reliefs und Skulpturen geschmückt und mit Brückenhäusern ausgestattet. Viele Bildhauerarbeiten an den Brücken wurden von Hildo Krop (1884–1970) ausgeführt. Mit der Wirtschaftskrise der 30er Jahre wurden dem Stadtrat derart üppig ausgeschmückte Brücken zu kostspielig, und Kramer sah sich zu Sparsamkeit und Schlichtheit in den neuen Entwürfen gezwungen. Kramer entwarf über 500 Zeichnungen für den Brückenbau, rund 200 wurden ausgeführt.
Neben seiner Bautätigkeit entwarf er Möbel, Einrichtungen von Innenräumen und Gebrauchsgegenstände.

## Bauten (Auswahl)

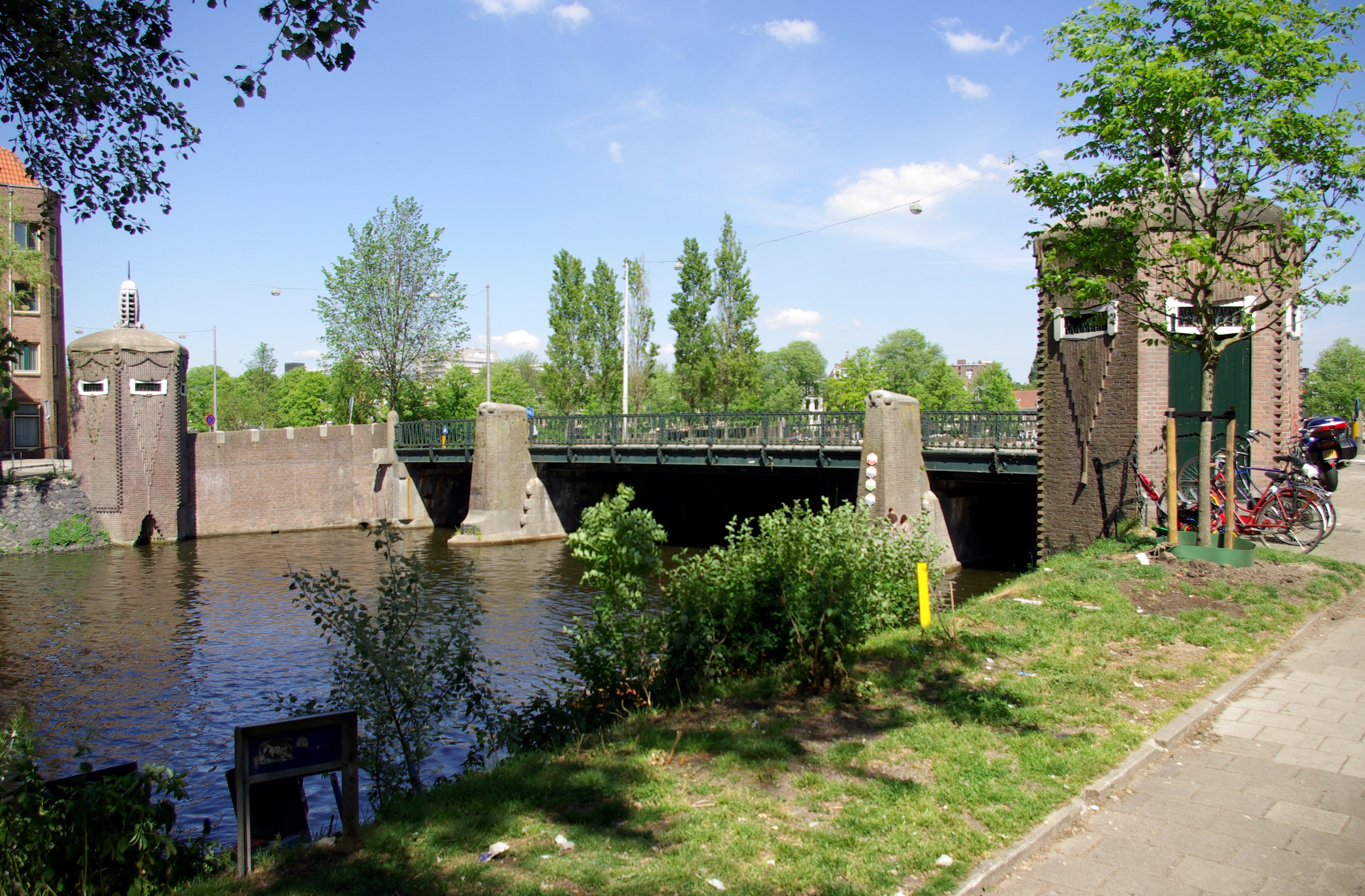
Die Kramerbrug (Brücke 400) in Amsterdam

- 1911 Gebäude für das Marinepersonal in Den Helder (abgerissen)
- 1913/28 „Scheepvaarthuis“, mit M. de Klerk und J.M. van der Mey.
- um 1920 Sozialbauten im Süden Amsterdams
- 1920–22 Wohnanlage „De Dageraad“ von Kramer und de Klerk,
- 1924–26 „De Bijkenkorf“, Kaufhaus in Den Haag, 1924–26

- Kramerbrug, Amsterdam
- Lyceumbrug, Amsterdam